# ماريو نيفيس
ماريو نيفيس (بالبرتغالية: Mário Neves‏) هو صحفي ودبلوماسي برتغالي، ولد في 18 يناير 1912 في لشبونة في البرتغال، وتوفي بنفس المكان في 1999.